# Spring Grove (Illinois)
Spring Grove est un village du comté de McHenry dans l'Illinois, aux États-Unis,. Situé au nord-est du comté, il est incorporé le 9 février 1903.

## Démographie
Lors du recensement de 2010, le village comptait une population de 5 778 habitants. Elle est estimée, en 2016, à 5 674 habitants.

### Source de la traduction
- (en) Cet article est partiellement ou en totalité issu de l’article de Wikipédia en anglais intitulé « Spring Grove, Illinois » (voir la liste des auteurs).